# Kokosinseln
Die Kokosinseln, auch als Keelinginseln bekannt, (englisch Cocos Islands oder Keeling Islands), amtlich Territory of Cocos (Keeling) Islands sind eine Inselgruppe im Indischen Ozean. Sie sind ein australisches Außengebiet. Namensgebend ist die heimische Kokospalme.

## Lage
Die Inselgruppe liegt etwa 2930 km nordwestlich von Perth, 3685 km westlich von Darwin, 960 km südwestlich der Weihnachtsinsel und mehr als 1000 km südwestlich von Java und Sumatra entfernt. Der nächstgelegene Festlandspunkt Australiens ist das Kap Low Point auf der Halbinsel North West Cape mit einer Distanz von 2109 km.

## Bevölkerung
Im Jahr 2006 lag die Bevölkerungszahl bei 572 Einwohnern, bis August 2011 sank sie auf 550. Im Census 2016 wurden 554 Personen gelistet.
Die gesamte Landfläche beträgt 14,2 km². Unter den Bewohnern befinden sich die mehr als 400 mehrheitlich sunnitischen Cocos Malays, eine Ethnie, die sich im Verlauf der Geschichte auf den Inseln bildete.
Die Hauptinsel mit Flughafen ist West Island. Dort leben ungefähr 130 Einwohner, etwa 420 leben auf Home Island. Die übrigen Inseln sind nicht dauerhaft bewohnt.

## Geologie

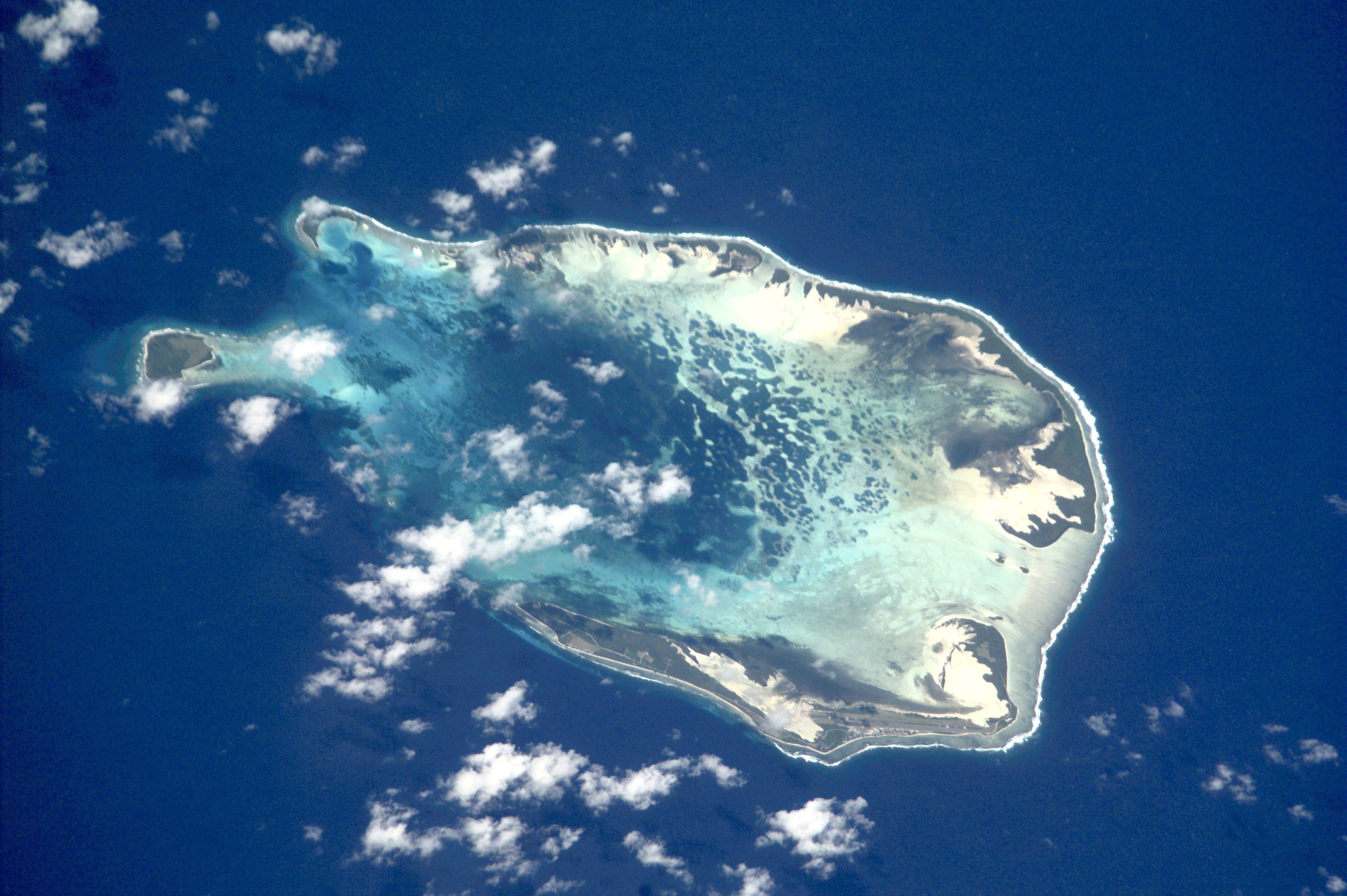
Die South Keeling Islands, aufgenommen von der ISS, Norden ist links

Die Kokosinseln bestehen aus den zwei Atollen North Keeling und South Keeling, die sich im Abstand von 25 Kilometern auf den Spitzen von etwa 5000 Meter hohen unterseeischen Vulkanen gebildet haben, die als Cocos Rise bezeichnet werden. Sie sind Teil eines größtenteils unterseeischen Bergrückens, der sich bis zur Weihnachtsinsel erstreckt. Die Atolle sind mit einem Plateau verbunden, das in einer Meerestiefe von 700 bis 800 Metern liegt. Charles Darwin besichtigte 1836 die Atolle (es waren die einzigen, die er je untersuchte) und entwickelte eine Theorie ihrer Bildung, die bis zum heutigen Tag anerkannt ist.
Die Atolle weisen eine Gesamtlandfläche von etwa 14 km² auf. Sie sind eben und flach, der höchste Punkt liegt lediglich neun Meter über dem Meeresspiegel. Der Tidenhub beträgt nicht mehr als zwei Meter. Beide Atolle sind Koralleninseln, die sich im Durchschnitt drei bis fünf Meter über den Meeresspiegel erheben und ringförmig eine seichte Lagune einschließen. Während sie an den Außenseiten relativ steil aus dem Meer aufsteigen, fallen sie zur Lagune hin sanft ab.

## Geographie
Das kleinere nördliche Atoll, North Keeling, besteht aus nur einer einzigen, C-förmigen Insel mit einer Länge von etwa 2,0 km und 1,3 km Breite. Sie steht seit 1986 unter striktem Naturschutz und ist Teil des Pulu-Keeling-Nationalparks.
Das südliche Atoll, South Keeling, besteht aus 26 Inseln, welche eine birnenförmige Lagune mit einem Durchmesser von etwa neun Kilometern und einer Tiefe von bis zu zwanzig Metern umschließen. Die größte Insel, West Island, ist etwa zehn Kilometer lang und einen halben Kilometer breit. Auf den Inseln gibt es keine Flüsse oder Seen. Die einzigen Süßwasserressourcen sind flache unterirdische Wasserlinsen, die sich auf einigen der größeren Inseln durch Regenwasser bilden, das auf dem schwereren Salzwasser schwimmt.
Die Kokosinseln liegen nahezu antipodisch zur Kokos-Insel (Costa Rica).

## Flora und Fauna

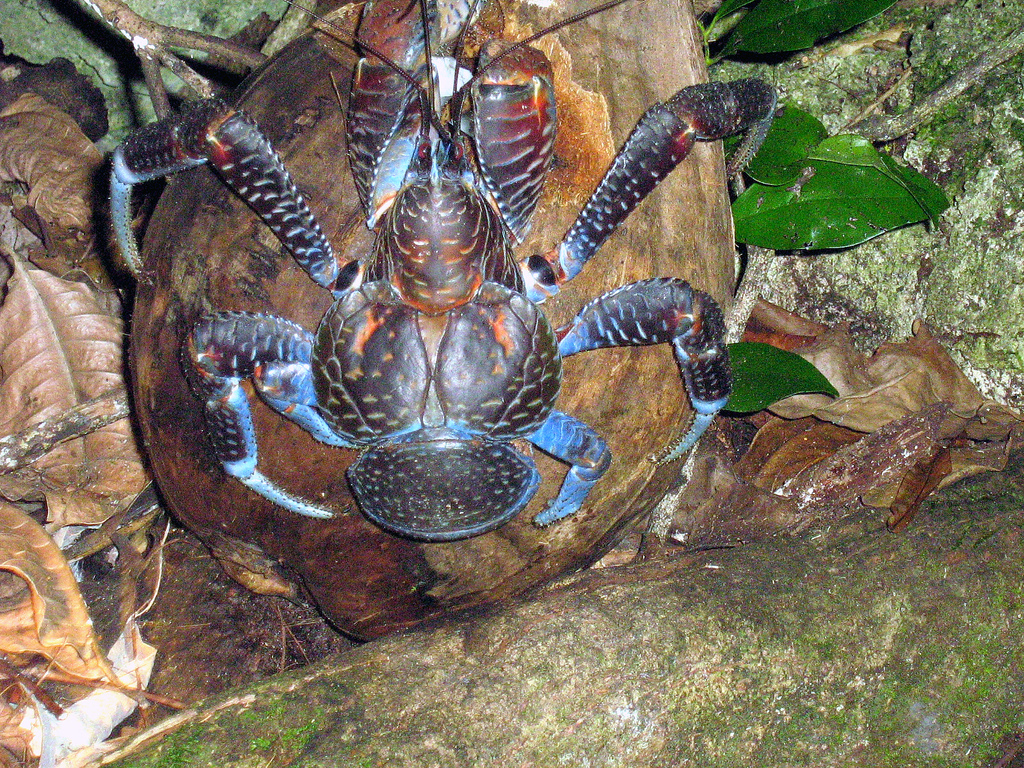
Der Palmendieb, der aufgrund seiner Größe Kokosnüsse knacken kann.

Auf den Kokosinseln gab es vor der menschlichen Besiedlung aufgrund ihrer abgelegenen Lage keine Landsäugetiere. Es gibt zahlreiche Seevögel: Im Pulu-Keeling-Nationalpark wurden 24 Vogelarten gezählt, darunter der Rotfußtölpel mit mehr als 30.000 Brutpaaren, Bindenfregattvogel, Arielfregattvogel und die endemische Keeling-Bindenralle. Es gibt Suppenschildkröten und Echte Karettschildkröten. Die einzige Seeschlangenart, die auf den südlichen Atollen gesichtet wurde, ist die Plättchen-Seeschlange. Im Meer um die Inseln kommen zahlreiche Weichtiere, Fischarten, Krebstiere, Stachelhäuter und riffbildende Steinkorallen vor.
Da die Kokosinseln zu keiner Zeit mit einem Festland verbunden waren, konnten Pflanzensamen vor der menschlichen Besiedlung lediglich durch Wind, Wasser oder Vögel eingetragen werden. In einem geologischen Umfeld, das durch Vulkanismus und Korallenwachstum geprägt ist, entwickelten sich verhältnismäßig wenige Pflanzenarten. 61 Arten von Pflanzen wurden auf den Kokosinseln gezählt. Auf den Atollen wachsen vor allem Pisonia, Kokospalmen, Samtblatt, Teepflanzen und Gräser der Portulak-Keilmelde und in den Gewässern der Atolle Tangwälder, Seegraswiesen und tropische Meerespflanzen.
|                       | Jan   | Feb   | Mär   | Apr   | Mai   | Jun   | Jul   | Aug   | Sep  | Okt  | Nov  | Dez  |   |       |
| Mittl. Tagesmax. (°C) | 29,8  | 29,9  | 30,1  | 29,8  | 29,3  | 28,5  | 28,0  | 28,0  | 28,1 | 28,6 | 29,0 | 29,4 | ⌀ | 29    |
| Mittl. Tagesmin. (°C) | 25,1  | 25,2  | 25,5  | 25,5  | 25,3  | 24,7  | 24,2  | 24,1  | 24,1 | 24,5 | 24,7 | 24,8 | ⌀ | 24,8  |
|                       |       |       |       |       |       |       |       |       |      |      |      |      |   |       |
| Niederschlag (mm)     | 159,9 | 173,5 | 228,1 | 257,6 | 204,7 | 202,9 | 203,5 | 105,3 | 85,3 | 77,8 | 79,8 | 92,6 | Σ | 1871  |
|                       |       |       |       |       |       |       |       |       |      |      |      |      |   |       |
| Regentage (d)         | 12,7  | 14,1  | 17,8  | 18,4  | 18,9  | 19,2  | 21,3  | 17,6  | 13,2 | 9,6  | 9,8  | 10,7 | Σ | 183,3 |

| 25,1 |

| 25,2 |

| 25,5 |

| 25,5 |

| 25,3 |

| 24,7 |

| 24,2 |

| 24,1 |

| 24,1 |

| 24,5 |

| 24,7 |

| 24,8 |

| 25,1 |

| 25,2 |

| 25,5 |

| 25,5 |

| 25,3 |

| 24,7 |

| 24,2 |

| 24,1 |

| 24,1 |

| 24,5 |

| 24,7 |

| 24,8 |

## Geschichte

### Entdeckung
Die Inseln sollen 1609 von William Keeling, einem Kapitän der Britischen Ostindien-Kompanie, entdeckt worden sein. Beweise für diese These fehlen allerdings. Erst in einem niederländischen Atlas von 1659 ist erstmals von den „Cocos Eylanden“ die Rede, 1703 nannte sie der britische Hydrograph Thornton „Keeling Islands“. Eine erste genaue Beschreibung findet sich 1753 im Buch „Zeefakkel“ des Niederländers Gerard Hulst van Keulen. Der britische Hydrograph James Horsburgh fertigte 1805 genaue Seekarten dieser Gewässer an und bezeichnete die Inseln als „Cocos-Keeling-Islands“. In den Folgejahren strandeten mehrere Schiffe vor den Inseln (1825 die Mauritius aus Frankreich sowie 1826 die Sir Francis Nicholas Burton und 1834 die Earl of Liverpool aus Großbritannien).

### Anfangszeit
Im Jahre 1826 siedelten die Niederländer den ehemaligen britischen Commissioner von Borneo, Alexander Hare, mit seinem Gefolge und malaiischen Leibeigenen auf den ihrer Kolonie Java vorgelagerten Inseln an. Er kultivierte West Island, Horsburgh Island und Direction Island, auf denen er Kokosöl produzierte; auf Direction Island betrieb der polygame Hare ein 40-köpfiges Harem. 1831, nach Konflikten mit seinem schottischen Verwalter John Clunies-Ross, verließ Hare die Inseln und starb auf dem Weg nach Großbritannien. Clunies-Ross eignete sich daraufhin die Inseln an. Auch er produzierte Kokosöl, das er erfolgreich in Niederländisch-Java verkaufte. Außerdem dienten die Inseln als Zwischenstation für Walfangschiffe auf dem Weg in die Antarktis. Clunies-Ross errichtete auf den Inseln eine autoritäre Herrschaft mit eigenen Gesetzen. Die Familie beharrte darauf, die Namen aller Neugeborenen zu bestimmen. Jeder, der die Insel verließ, war für immer verbannt. Die eigene „Währung“, die Cocos Island Rupie wurde erst 1978 abgeschafft.
Eine britische Kommission sollte die Zustände auf der Insel überprüfen. Die Briten fanden jedoch keinen Grund zum Eingreifen. Den Wunsch von Clunies-Ross nach britischer Herrschaft über die Insel lehnten die Briten jedoch ab. 1841 hisste er daher aufgrund seiner guten Handelsbeziehungen nach Java die niederländische Flagge, was ihm aber von der niederländischen Regierung verboten wurde.

### Britische Inbesitznahme

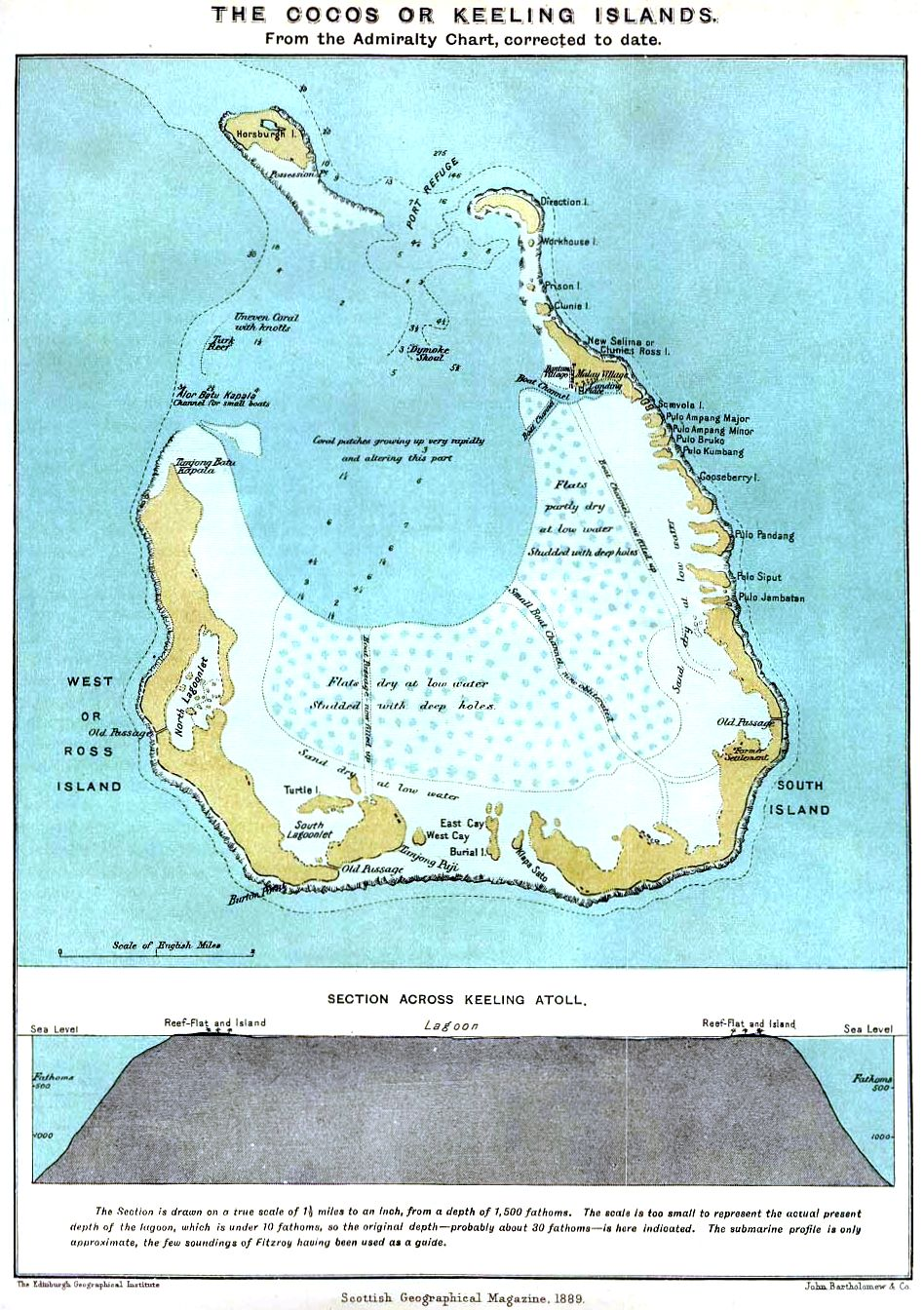
South Keeling, Karte von 1889

Nach dem Tod von John Clunies-Ross im Jahre 1854 übernahm sein Sohn John George die Inseln. 1857 nahm Großbritannien die Kokosinseln versehentlich offiziell in Besitz. Eigentlich sollte das Schiff der Kolonialverwaltung die Kokosinseln nördlich der Andamanen besetzen. John George Clunies-Ross holte weitere Arbeitskräfte, meist Gefangene aus Java, auf die Inseln. Es kam zu zahlreichen Aufständen und Plünderungen.
Nach dem Tod seines Vaters schaffte der neue Besitzer George Clunies-Ross 1871 die Zwangsarbeit ab und ersetzte die Gefangenen durch malaiische Arbeiter. 1876 zerstörte ein Zyklon über die Hälfte der Kokosplantagen. Clunies-Ross baute die Infrastruktur der Inseln wieder auf. 1901 errichtete die „Eastern Extension Telegraphy Company“ auf Direction Island eine Relaisstation für ihr Unterwasserkabelnetz. Ein weiterer Zyklon verwüstete 1909 die Inseln vollständig, 90 % der Palmen und 95 % der Häuser wurden zerstört. Nach der Zerstörung seines Lebenswerkes starb George Clunies-Ross im Jahre 1910, und sein Sohn Sydney Clunies-Ross übernahm die Herrschaft über die Inseln. Er ließ zwei Malaien, die einen Landsmann ermordet haben sollen, zum Tode verurteilen und mit Gewichten an den Füßen bei lebendigem Leib im Meer versenken.

### Erster Weltkrieg

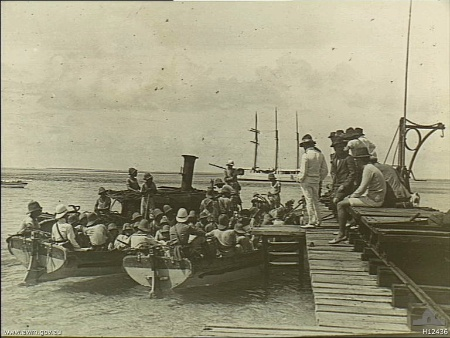
Der deutsche Landungstrupp der SMS Emden im November 1914

Auf Direction Island wurde 1910 auch eine Funkstation errichtet. Im Ersten Weltkrieg waren Kabel- und Funkstation auf der Insel am 9. November 1914 Ziel des Angriffs eines deutschen Landungsunternehmens des Kleinen Kreuzers Emden. Während des Angriffes wurde die Emden vom australischen Leichten Kreuzer Sydney entdeckt und angegriffen. Die kleine deutsche Restbesatzung erwiderte zwar das Feuer, und die Sydney drehte sogar ab, kehrte jedoch gleich um, als klar wurde, dass die Emden nicht folgte, und feuerte erneut auf die Emden, auf der es Tote gab. Das Schiff wurde in diesem Gefecht so stark beschädigt, dass es von der eigenen Besatzung auf das Riff gesetzt und aufgegeben werden musste. Das Landungskorps der Emden, das bei dem Gefecht der Kriegsschiffe zurückgeblieben war, setzte mit dem Schoner Ayesha nach Sumatra über und erreichte später unter außerordentlichen Schwierigkeiten mit dem deutschen Dampfer Choising die arabische Küste und von dort aus über Konstantinopel (Istanbul) die Heimat.

### Zweiter Weltkrieg
Nach dem Ersten Weltkrieg waren alle Inseln besiedelt, und die Bevölkerung belief sich 1940 auf 1450 Menschen, deren Versorgung durch den Zweiten Weltkrieg zunehmend kritisch wurde. Aufgrund der Lebensbedingungen auf seinen Inseln entging Sydney Clunies-Ross nur knapp einer Anklage.
Zum Schutz der Kabelstation vor den Japanern wurde Küstenartillerie auf Horsburgh Island und Infanterie auf Direction-Island stationiert. Trotzdem beschoss 1942 ein japanisches Kriegsschiff die Inseln, und bis Kriegsende erfolgten zahlreiche Luftangriffe. In der Nacht vom 8. Mai zum 9. Mai 1942 meuterten ceylonesische Artilleristen der Garnison auf Horsburgh Island. Ihr Führer war der Artillerieunteroffizier Gratien Fernando, der seine Kameraden überzeugte, dass Asien den „Asiaten“ vorbehalten sein solle. Ihre als Kokosinseln-Meuterei bekannte Aktion wurde niedergeschlagen, und drei von ihnen, darunter Fernando, wurden zum Tode verurteilt. Sie waren die einzigen während des Zweiten Weltkrieges wegen Meuterei hingerichteten Soldaten des Britischen Commonwealth. Bei dem schwersten Luftangriff im August 1944 wurden 27 Häuser zerstört, und es gab mehrere Tote. Sydney Clunies-Ross starb kurz darauf. Von März bis Mai 1945 bauten die Alliierten auf West-Island eine Landebahn. Auf den Kokosinseln wurden 8300 Soldaten stationiert.

### Australische Inbesitznahme
1946 wurde die Landebahn geschlossen und das Militär zog ab. Die wirtschaftliche Situation der Inseln verschlechterte sich. Sydney Clunies-Ross’ Sohn John-Cecil übernahm die Inseln, konnte die Abwanderung der Arbeiter aber trotz neuer Häuser und Elektrizität kaum stoppen. Die Landebahn wurde 1952 als Zwischenstopp für den zivilen Luftverkehr wieder in Betrieb genommen. 1955 übernahm Australien die Inseln in sein Territorium durch den Cocos (Keeling) Islands Act 1955. In den Folgejahren zerstörten Zyklone die nach dem Krieg wieder aufgebauten Kokosplantagen. Erst 1968 wurde die australische Regierung auf die feudalen Zustände auf den Inseln aufmerksam. Ein Regierungsmitglied fertigte nach einem Besuch 1971 einen Bericht über die Missstände auf den Inseln an. Die UNO forderte 1974 von Australien einen Bericht zu den Kokosinseln.

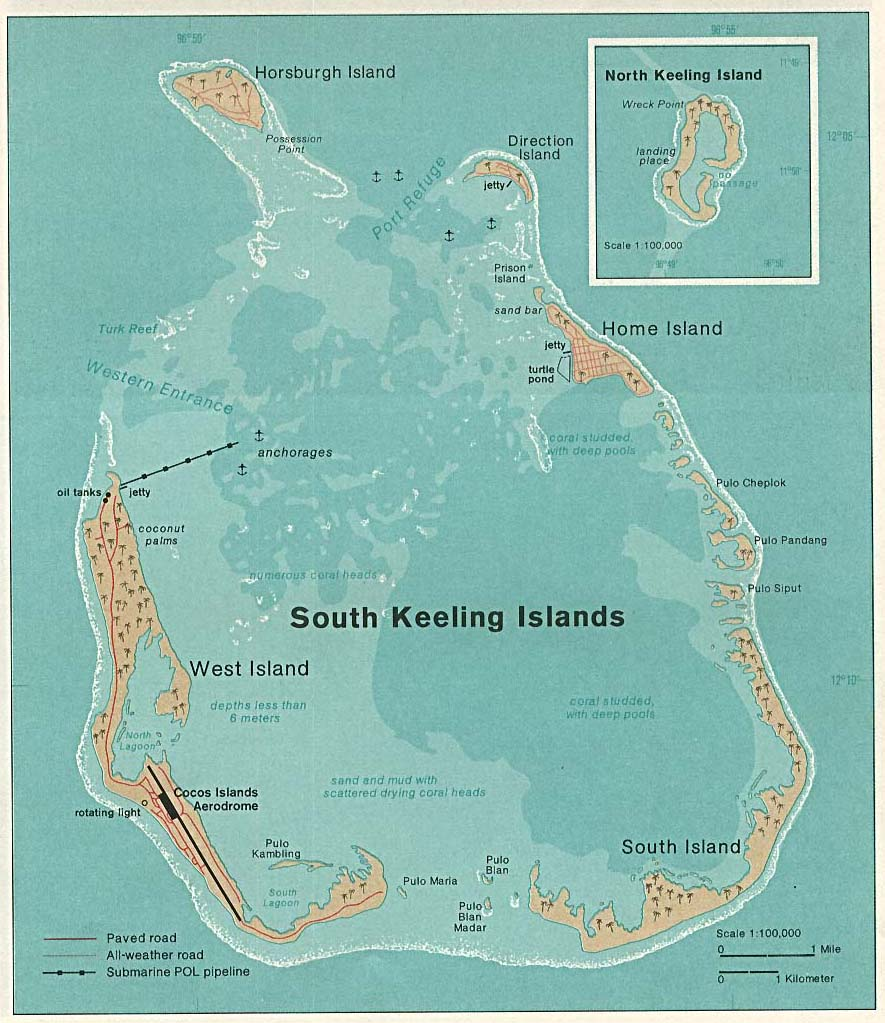
South Keeling, Karte von 1976

Schließlich kaufte die Regierung Australiens 1978 John-Cecil Clunies-Ross den größten Teil der Inseln für 6,25 Millionen australische Dollar ab. Erstmals wurden demokratische Wahlen abgehalten, und das Inselgeld von Clunies-Ross wurde abgeschafft. Eine Schule wurde gebaut und die medizinische Versorgung sichergestellt. In der Volksabstimmung von 1984 stimmte eine Mehrheit der Inselbewohner für einen Verbleib bei Australien. Die Kopraproduktion musste 1987 wegen Unwirtschaftlichkeit eingestellt werden. Die Bevölkerung hofft nun auf den Tourismus. Der ehemalige Inselbesitzer John-Cecil Clunies-Ross († 2021) verkaufte 1992 auch seinen letzten Grundbesitz auf den Inseln, nachdem er nach einer fehlgeschlagenen Investition in Schiffe insolvent geworden war.
Die Kokosinseln liegen innerhalb der Migrationszone Australiens. Dies bedeutet, dass auf der Insel landende Bootsflüchtlinge (sogenannte Boatpeople) keinen Antrag auf Asyl in Australien stellen können und sie in Einwanderungshaft in Australien festgesetzt werden.

## Wirtschaft
1979 wurde ein Postamt eingerichtet, das Briefmarken herausgibt und damit Erträge für die Inselgemeinschaft erwirtschaftet. 1987 wurde die Kopra- und Kokosölproduktion, bis dahin die hauptsächliche Einnahmequelle der Inselbewohner, eingestellt. Die lokale Fischerei und der Anbau von Bananen, Gemüse und Papayas tragen zur Ernährung bei, die meisten Lebensmittel müssen jedoch ebenso wie alle sonstigen Waren importiert werden. 1999 beliefen sich die Importe auf zwei Millionen AUD, 2002 auf elf Millionen AUD; ihnen standen keinerlei Exporte gegenüber. 2000 unterstützte die australische und die regionale Verwaltung ein Forschungsprojekt zur Herstellung hochwertiger Karbonfasern aus Kokosprodukten. 2000 wurde die inseleigene Internet-Top-Level-Domain .cc an einen privaten Investor verkauft, der sie an das Network Information Center Verisign weiterverkaufte; die Kokosinseln erzielen durch diesen Verkauf regelmäßige Einnahmen. Die bei der Volkszählung von 2006 ermittelte Arbeitslosenquote von 11,3 %
ist vermutlich zu niedrig angesetzt; Schätzungen gehen bis zu einer Quote von 65 %. Eine Entspannung des lokalen Arbeitsmarktes wird von der Etablierung eines Zentrums für muslimische Touristen aus dem pazifischen Raum erwartet, das 79 Arbeitsplätze bieten soll.

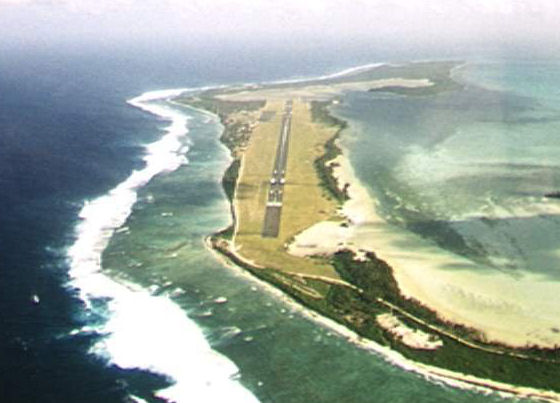
Der Flughafen auf der Hauptinsel West Island

## Sonstiges
Auf dem Territorium gilt das Landesrecht von Western Australia. Es sind vier Polizeibeamte auf der Inselgruppe stationiert.